# Mezőbanyica
Mezőbanyica (románul: Băița), németül Ginsdorf, más néven Mezőbanyica, Szászbanyica, Banyica; falu Romániában, Maros megyében.

## Története
1315-ben Bany néven említik először, amikor a falu birtokosa, Kökényesi Renold végrendeletében a gyulafehérvári székeskáptalanra hagyta a települést. 1332-ben, a pápai tizedjegyzékben Gingusdorf néven jelentkezik, valamint ebben az évben papja egy bizonyos Henrik nevezetű volt, ez azt valószínűsíti, hogy kezdetben szászok lakták.
A trianoni békeszerződésig Kolozs vármegye Tekei járásához tartozott.

## Népessége
2002-ben 864 lakosa volt, ebből 856 román, 6 cigány és  2 magyar nemzetiségű.

## Vallások
A falu lakói közül 766-an ortodox, 97-en görögkatolikus hitűek és 1 fő református.